# Гуткін Леонід Давидович
Леонід Давидович Гуткін (нар. 18 липня 1938, Полтава, УРСР) — радянський футболіст, нападник.

## Життєпис
Розпочав кар'єру в 1958—1961 у нижчолігових у таллінських клубах СКФ та «Динамо». У сезоні 1961 року перейшов до ЦСКА, за дублюючу команду якого зіграв і забив у матчах із дублями бакинського «Нафтовика» (4:2) та воронезького «Труда» (6:1). Згодом з'ясувалося, що перехід Гуткіна не був оформлений правильно, тому дублю ЦСКА зарахували поразки у цих матчах. У сезоні 1962 року зіграв свій єдиний матч у вищій лізі і за основний склад ЦСКА, вийшовши на заміну Герману Апухтіну в матчі з «Жальгірісом» (7:0). Після цього повернувся до Таллінна, де знову виступав у нижчих лігах за місцеві «Динамо», СКФ, «Динамо» (Коплі), «Двигун», також виступав за севастопольський СКФ.